# Eurygaster
Eurygaster – rodzaj pluskwiaków z podrzędu różnoskrzydłych i rodziny żółwinkowatych. Obejmuje 16 opisanych gatunków.

## Morfologia
Pluskwiaki o szerokim, ale dłuższym niż szerszym, w zarysie owalnym, umiarkowanie wysklepionym ciele długości od 7 do 13 mm. Na ciele występuje gęste punktowanie barwy czarnej, brązowej lub jasnej, przy czym punkty na odwłoku są drobne i słabo widoczne. Brak jest owłosienia. Ubarwienie wierzchu ciała jest bardzo zmienne w obrębie gatunków, najczęściej występują odcienie brązu, bladej żółci i szarości z mniej lub bardziej widocznym marmurkowaniem; u licznych gatunków znane są formy melanistyczne, czarno ubarwione. Głowa jest duża, od 1,5 do 2,7 raza szersza niż dłuższa, w obrysie mniej lub bardziej trójkątna z wierzchołkiem nieco opadającym, spiczastym do zaokrąglonego. Cienkie czułki są lekko zakrzywione na drugim członie. Policzki są tak długie jak nadustek lub od niego dłuższe, o krawędziach bocznych prostych lub lekko wypukłych. Przedplecze jest od 2,1 do 2,7 raza szersze niż długie. Przednie płaty przedtułowia wysunięte są ku przodowi tak, że nakrywają podstawy czułków. Tarczka jest bardzo długa, językowata z prostymi i równoległymi brzegami bocznymi. Zakrywa ona większą część odwłoka i sięga poza jego tylny koniec. Niezasłonięte przez tarczkę części przykrywek są wąskie, o szeroko wklęśniętych środkowych częściach krawędzi kostalnych. Odnóża są krótkie, o udach dłuższych niż golenie, porośnięte krótkimi i ostrymi szczecinkami. Odwłok jest od spodu wypukły, po bokach grzbietobrzusznie spłaszczony, zwykle szerszy od przedplecza. Jego listewki brzeżne są w większej części dobrze widoczne od góry. Genitalia samca mają od jednej do czterech par wyrostków błony łącznej edeagusa, w różnym stopniu uwypuklone i porośnięte szczecinkami krawędzie boczne paramer oraz korony paramer podzielone na blaszkę i cierń.

## Taksonomia
Takson ten wprowadził w 1833 roku François-Louis Laporte de Castelnau na łamach „Magasin de Zoologie”. W 1838 roku anonimowy autor hasła o rodzaju w słowniku pod redakcją P.A.J. Drapieza dokonał wyznaczenia jego gatunkiem typowym Cimex hottentotta.
Do rodzaju tego zalicza się 16 opisanych gatunków:
- Eurygaster alternata (Say, 1828)
- Eurygaster amerinda Bliven, 1956
- Eurygaster austriaca (Schrank, 1776) – żółwinek austriacki
- Eurygaster chinai Lodos, 1963
- Eurygaster dilaticollis Dohrn, 1860
- Eurygaster fokkeri Puton, 1893
- Eurygaster hottentotta (Fabricius, 1775)
- Eurygaster integriceps Puton, 1881
- Eurygaster laeviuscula Jakovlev, 1886
- Eurygaster maura (Linnaeus, 1758) – żółwinek zbożowy
- Eurygaster minidoka Bliven, 1956
- Eurygaster paderewskii Bliven, 1962
- Eurygaster schreiberi Montandon, 1885
- Eurygaster shoshone Kirkaldy, 1909
- Eurygaster testudinaria (Geoffroy, 1785) – żółwinek żółwik
- †Eurygaster granulosus Förster, 1891